# Liboc (Kraslice)
Liboc (do roku 1948 Frankenhammer) je malá vesnice, část města Kraslice v okrese Sokolov v Karlovarském kraji. Nachází se asi 6,5 kilometru jižně od Kraslic v údolí Libockého potoka při soutoku s Čirým potokem. Je zde evidováno k 31. březnu 2016 celkem 21 adres. V roce 2011 zde trvale žili dva obyvatelé.
Liboc leží v katastrálním území Liboc u Kraslic o rozloze 6,57 km².

## Historie
První písemná zmínka o vesnici pochází z roku 1422. Toho roku se připomíná zdejší starý hamr, jež byl jedním z prvních na Kraslicku. Po něm byl pojmenován i Hamerský vrch (Hammerberg) (702 m), tyčící se nad ním. Libocké hamry, jež byly nejméně dva, patřily významnému hamernickému rodu Hutschenreuterů, který podnikal i na Rotavsku a Jindřichovicku. V době třicetileté války vyráběly hamry sečné a bodné zbraně. Nejspíš v první polovině 19. století byly libocké hamry přebudovány na mlýny a pily. Po celé generace patřil Libocký mlýn rodu Sanderů. Poslední majitel Josef Sander v něm žil až do roku 1967, kdy přesídlil do Německa. Z mlýna se stal rekreační objekt a nový majitel se snažil rekonstrukcí zachovat jeho starý ráz. Rekonstrukci však nedokončil, dne 31. prosince 1993 zničil mlýn požár. Dochovalo se pouze mohutné kamenné zdivo nejspodnějšího podlaží. Příčinu požáru se nepodařilo zjistit. Po odsunu německého obyvatelstva po druhé světové válce obec téměř zanikla. Později se stala rekreačním místem chalupářů.

## Obyvatelstvo
Při sčítání lidu v roce 1921 zde žilo 496 obyvatel, z nichž 495 bylo Němců a jeden byl cizinec. Všichni obyvatelé se hlásili k římskokatolické církvi.
| Rok                                                          | 1869 | 1880 | 1890 | 1900 | 1910 | 1921 | 1930 | 1950 | 1961 | 1970 | 1980 | 1991 | 2001 | 2011 | 2021 |
| ------------------------------------------------------------ | ---- | ---- | ---- | ---- | ---- | ---- | ---- | ---- | ---- | ---- | ---- | ---- | ---- | ---- | ---- |
| Počet obyvatel                                               | 644  | 691  | 602  | 563  | 520  | 496  | 471  | 90   | 48   | 36   | 15   | 4    | 2    | 2    | 11   |
| Počet domů                                                   | 91   | 95   | 95   | 97   | 89   | 88   | 87   | 54   | -    | 10   | 3    | 8    | 9    | 7    | 8    |
| Počet domů z roku 1961 je zahrnut v přehledu vesnice Sněžná. |      |      |      |      |      |      |      |      |      |      |      |      |      |      |      |

## Obecní správa
Při sčítání lidu v letech 1850–1889 Liboc byl osadou obce Mlýnská v okrese Kraslice. V letech 1890–1949 byl samostatnou obcí v okrese Kraslice. V letech 1950–1960 byl opět osadou obce Mlýnská v okrese Kraslice. V letech 1961–1976 byl částí obce Snězná v okrese Sokolov. Od 1. dubna 1976 je částí města Kraslice v okrese Sokolov.

## Pamětihodnosti
- Kostel Nejsvětější Trojice – pseudogotický kostel z roku 1891, opravený v roce 1990 za finanční pomoci odsunutých německých rodáků.[13]
- Fara - patronkou farnosti byla baronka Františka Kopalová z Hřebenů.[14]